# Kolegium Pracowników Służb Społecznych w Biłgoraju
Kolegium Pracowników Służb Społecznych w Biłgoraju – niepubliczna szkoła o uprawnieniach szkoły publicznej, założona w 2006 roku, działająca pod opieką naukowo-dydaktyczną Wydziału Pedagogiki i Psychologii Uniwersytetu Marii Curie-Skłodowskiej. 

Nadzór pedagogiczny nad Kolegium sprawuje Ministerstwo Pracy i Polityki Społecznej. Nadzór nad działalnością dydaktyczną szkoły sprawuje Lubelski Kurator Oświaty.

## Kształcenie
Celem Kolegium jest kształcenie pracowników socjalnych. Nauka odbywa się w trybie dziennym i zaocznym i trwa 3 lata. Absolwent otrzymuje dyplom zawodowy pracownika socjalnego, a na mocy porozumienia z Uniwersytetem Marii Curie-Skłodowskiej w Lublinie może  uzyskać tytuł zawodowy licencjata umożliwiający podjęcie studiów drugiego stopnia (magisterskich). 

## Baza lokalowa
Siedziba Kolegium Pracowników Służb Społecznych w Biłgoraju znajduje się przy ulicy „Wira” Bartoszewskiego 10 w Biłgoraju, w budynku Uniwersytetu Marii Curie-Skłodowskiej.